# Мауте

«Мауте» использует флаг ИГ

«Мауте» (также известна как «Исламское государство Ланао») — исламистская группировка, действующая в мусульманских регионах Филиппин (в частности, в провинции Южный Ланао). Получила название по фамилии основателей — братьев Абдуллы и Омара Мауте. Выступает за создание независимого исламского государства. В её рядах есть бывшие бойцы Исламского освободительного фронта моро. «Мауте» присягнула на верность Исламскому государству (ИГ) Абу Бакра аль-Багдади.
На острове Минданао, в южной части Филиппинского архипелага, исламские сепаратисты длительное время противостоят центральной власти. Большинство жителей острова исповедует ислам, большинство филиппинцев — католицизм.
В мае 2017 года бойцы «Мауте» вступили в бой с правительственными войсками в городе Марави.